# Kirche der Brüdergemeine (Niesky)

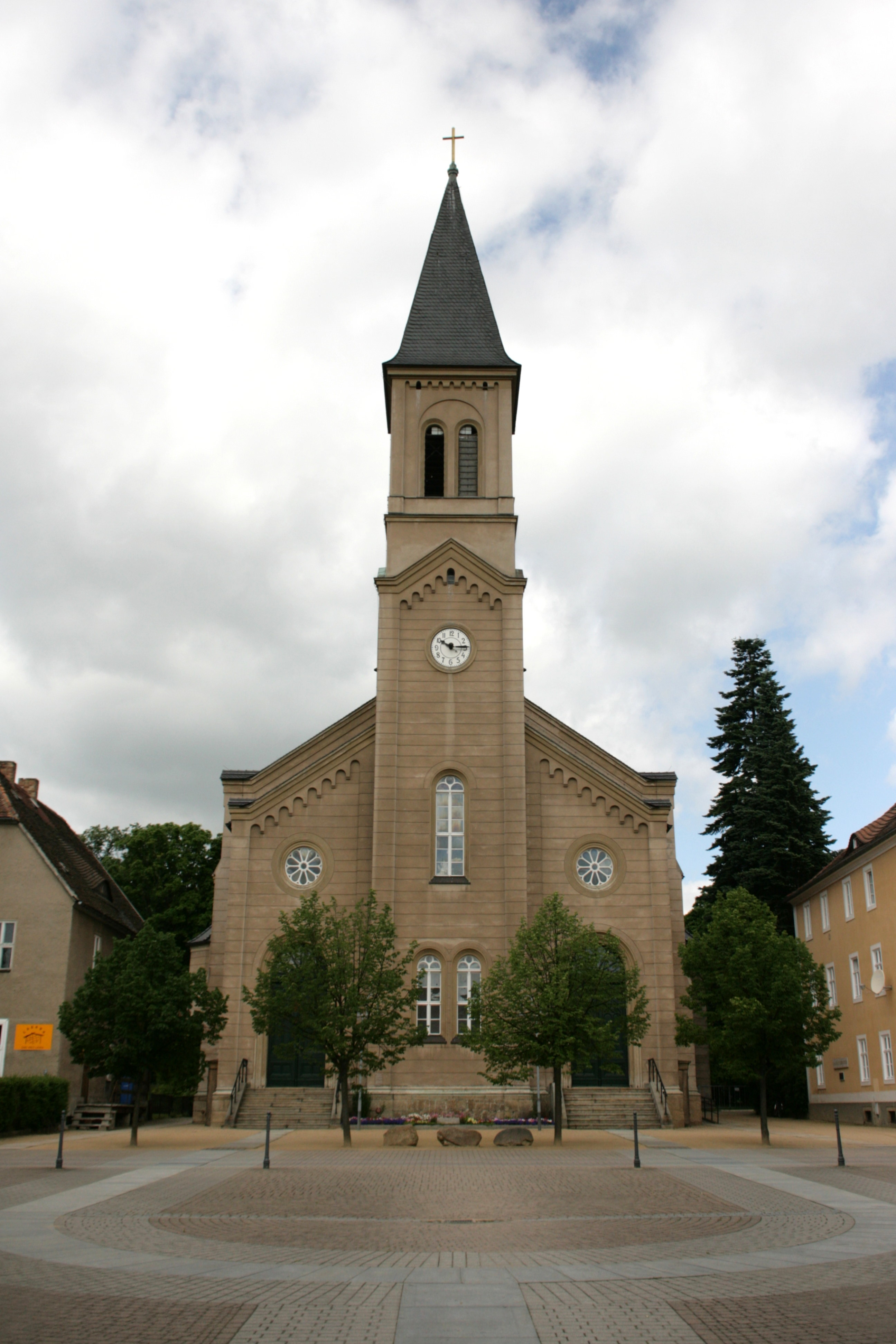
Kirche der Brüdergemeine (2010)

Die Kirche der Brüdergemeine (auch Kirche der Brüderunität) ist ein Kirchengebäude der evangelischen Herrnhuter Brüdergemeine in der Kleinstadt Niesky im Landkreis Görlitz in Sachsen. Es befindet sich im Stadtzentrum von Niesky am westlichen Ende des Zinzendorfplatzes. Das Gebäude steht aufgrund seiner bau- und ortsgeschichtlichen Bedeutung unter Denkmalschutz.

## Architektur und Geschichte

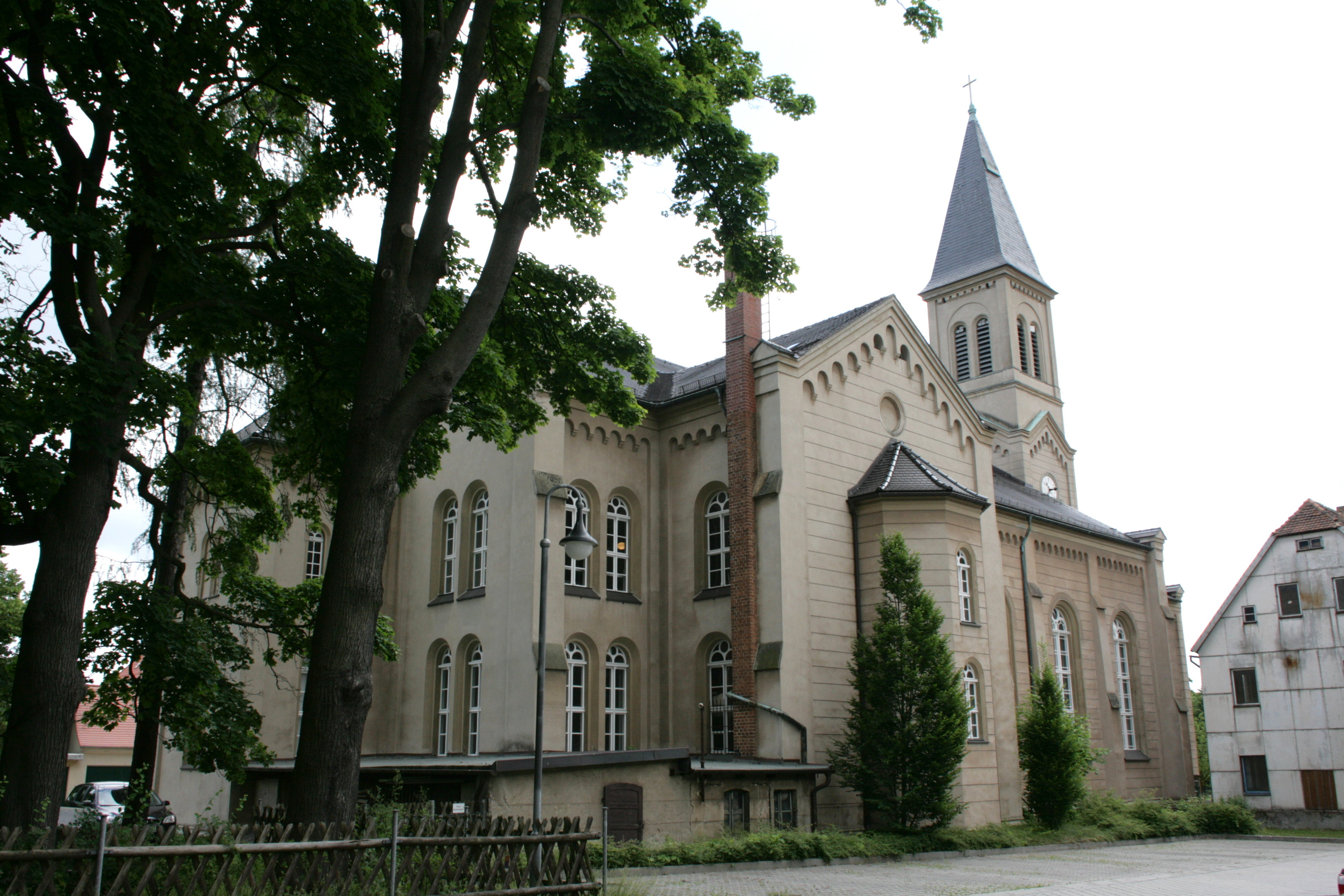
Blick auf das Kirchenschiff von Süden (2010)

Die Stadt Niesky wurde im Jahr 1742 als Kolonie der Herrnhuter Brüdergemeine gegründet, 1755 wurde das erste Gotteshaus der Glaubensbewegung errichtet. Durch das Wachstum der Kirchengemeinde wurde dieses Gebäude allerdings zu klein. Die heutige Kirche wurde von den Architekten Franz Freiesleben und Theodor Christoph im Stil der Neuromanik entworfen und zwischen 1874 und 1875 errichtet. Die Kirche hat ein langes und breites Kirchenschiff mit einem Querhaus und einen schmalen Westturm. Die Fenster sind rundbogig, an der Westwand befinden sich links und rechts neben dem Turm kleine Fensterrosen. Der Kirchturm wird durch einen vierseitigen Spitzhelm abgeschlossen. Die Kirche hat zwei Säle, die entsprechend den Richtlinien der Herrnhuter Brüdergemeine schlicht gehalten sind. Die beiden Betsäle lassen sich verbinden. Zwischen 1980 und 1983 wurde das Gebäude renoviert. In dieser Zeit erhielt der große Betsaal die Glasleuchten nach einem Entwurf des Künstlers Reinhard Roy.
Zur Ausstattung der Kirche gehört ein Liturgustisch, der als Predigtpult, Abendmahlstisch und Tauftisch verwendet wird. 
Im Großen Betsaal befindet sich eine im Jahr 1876 von der Firma Marcussen & Søn erbaute mechanische Schleifladenorgel mit 22 Registern auf zwei Manualen und einem Pedal und einem freistehenden Spieltisch. Sie wurde 2001 saniert. Im Kleinen Betsaal steht eine Orgel der Firma Hermann Eule Orgelbau Bautzen aus dem Jahr 1983 mit zehn Registern auf zwei Manualen und Pedal.

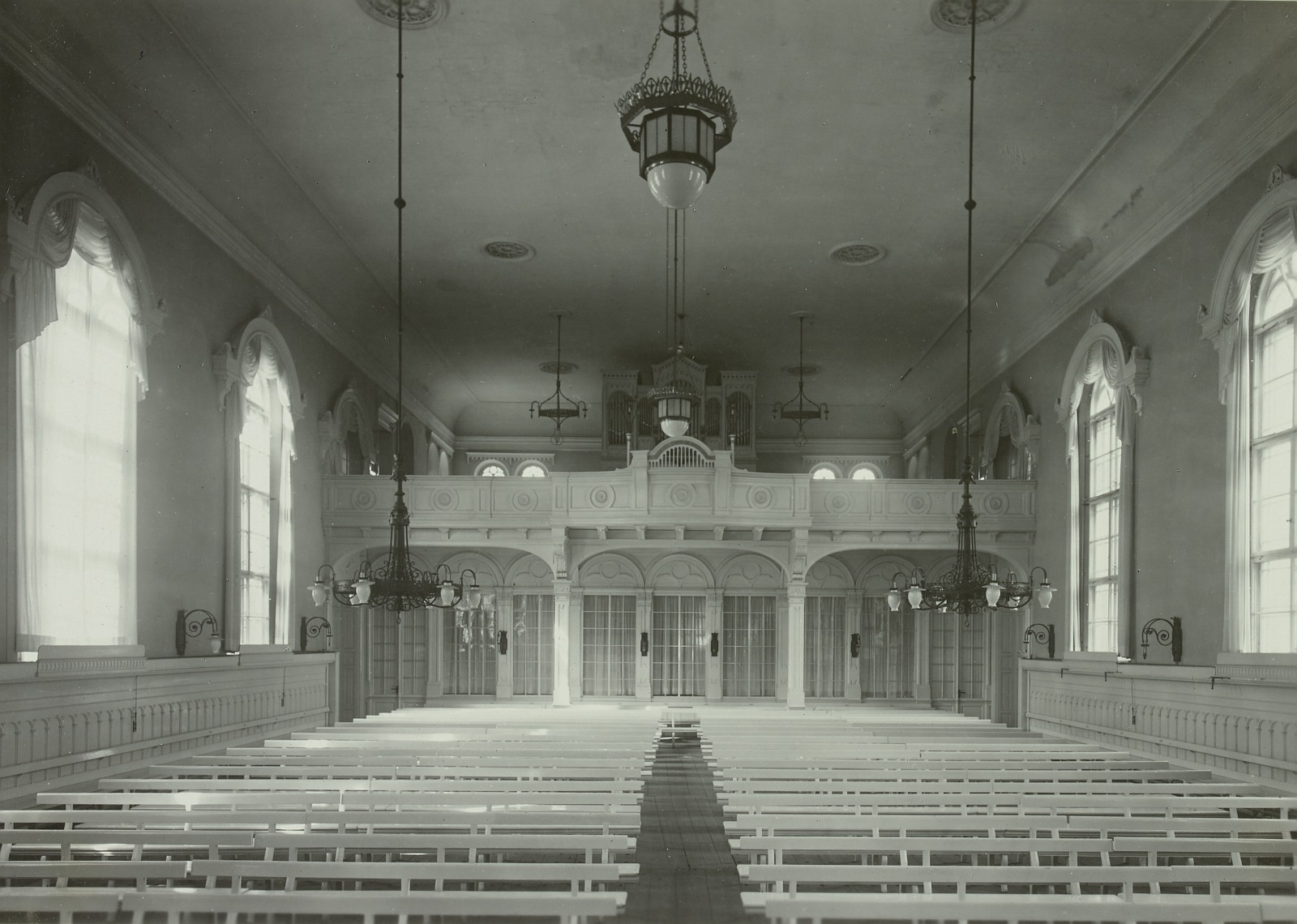
Großer Betsaal 1952
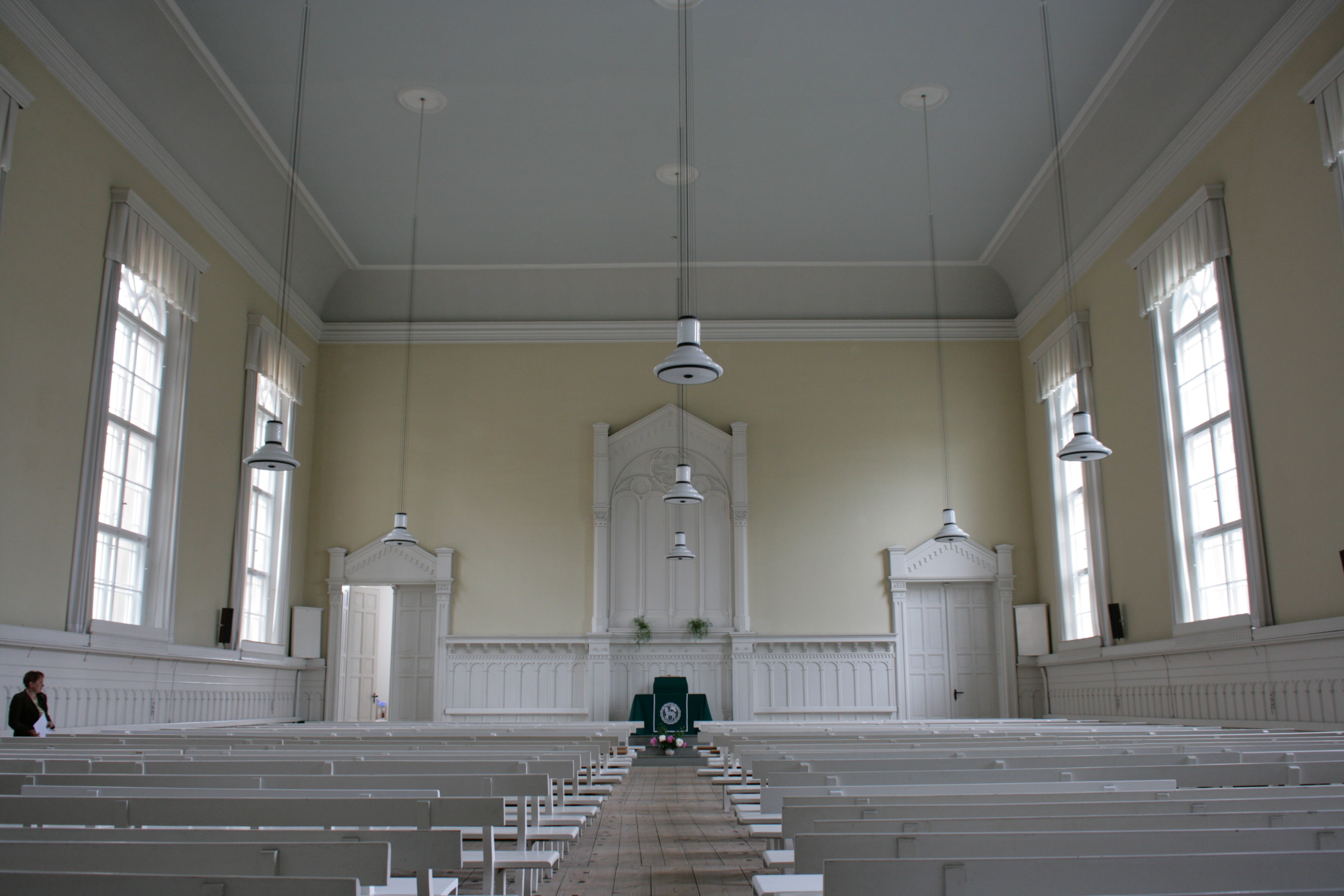
Großer Betsaal
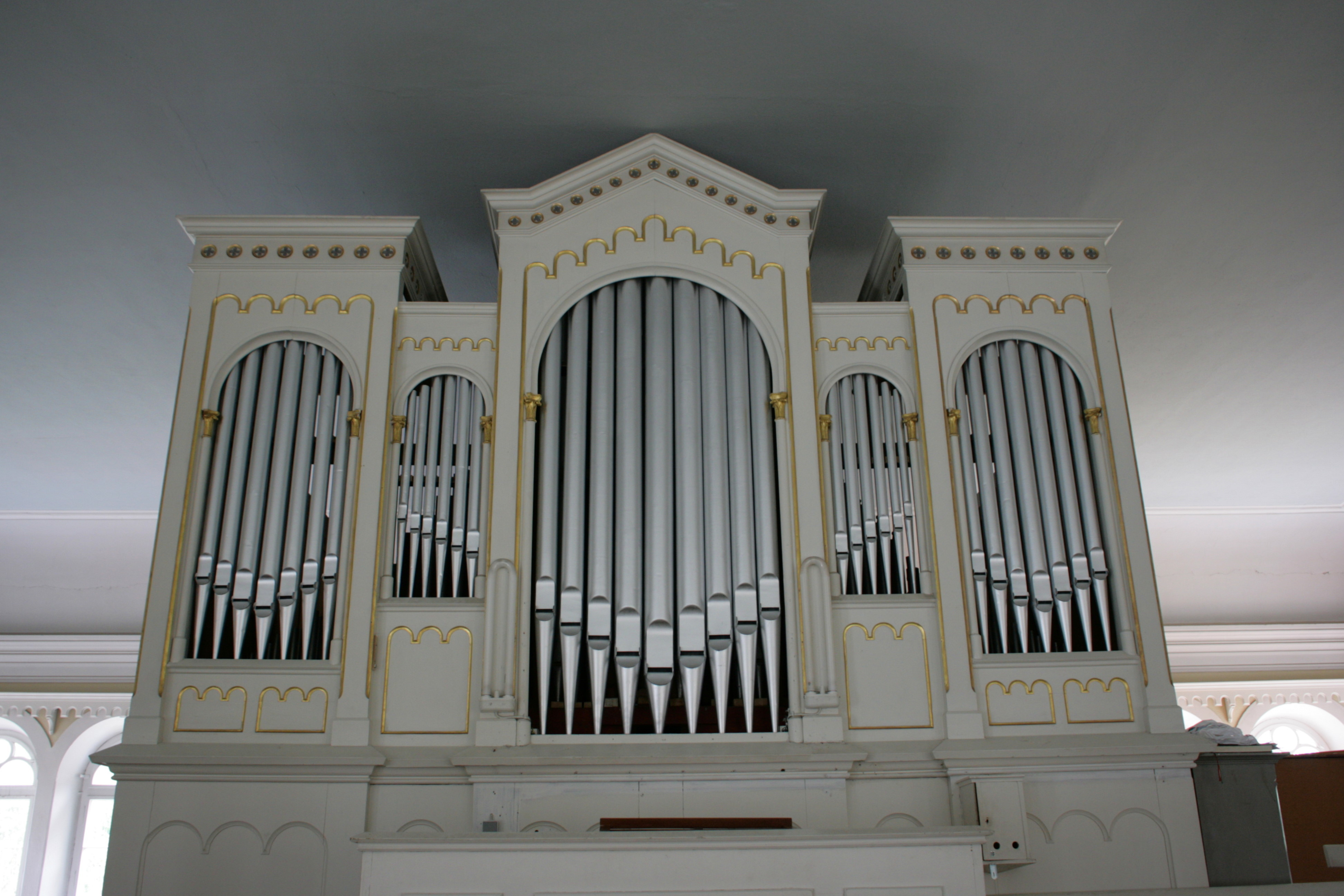
Orgel von Marcussen & Søn
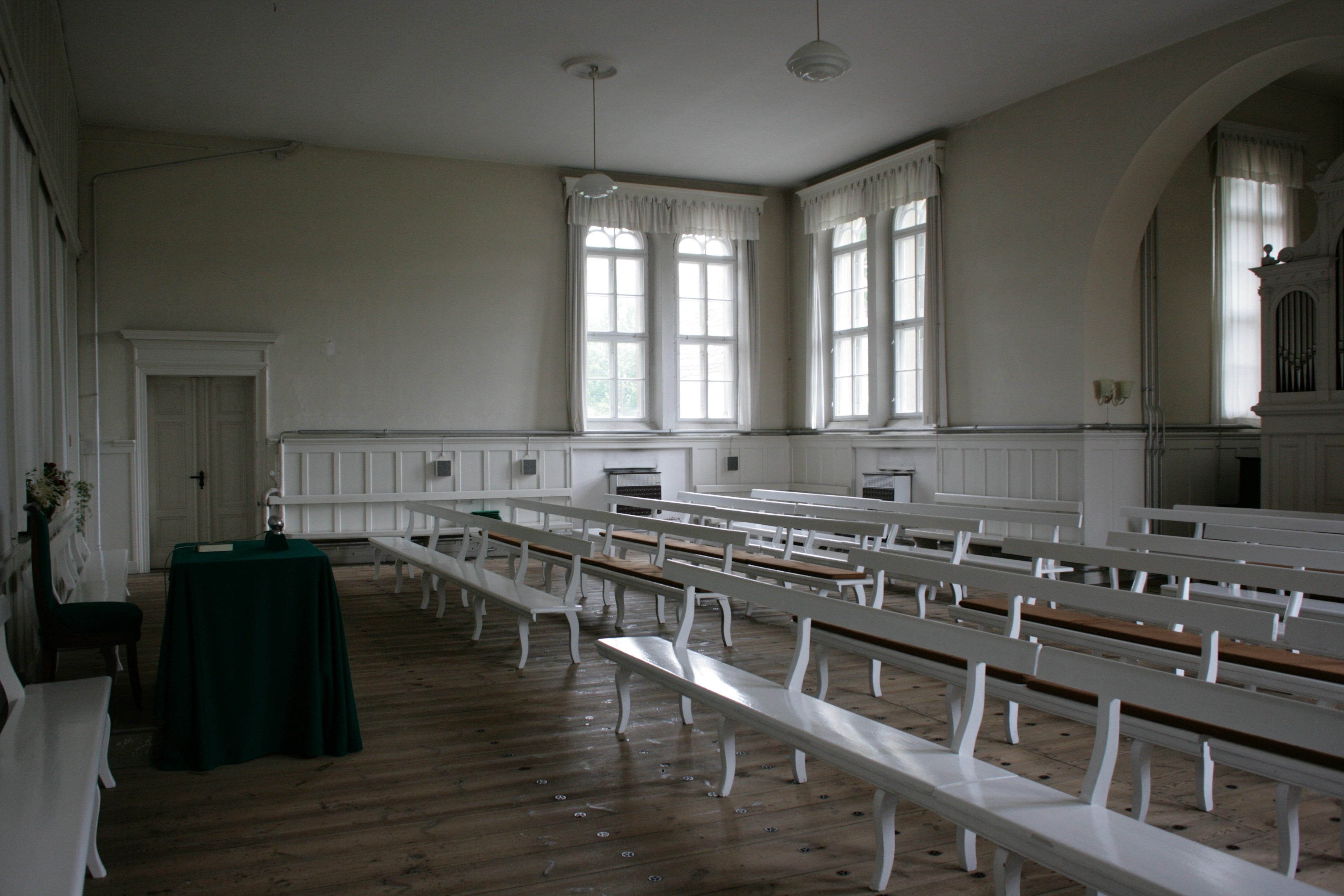
Kleiner Betsaal
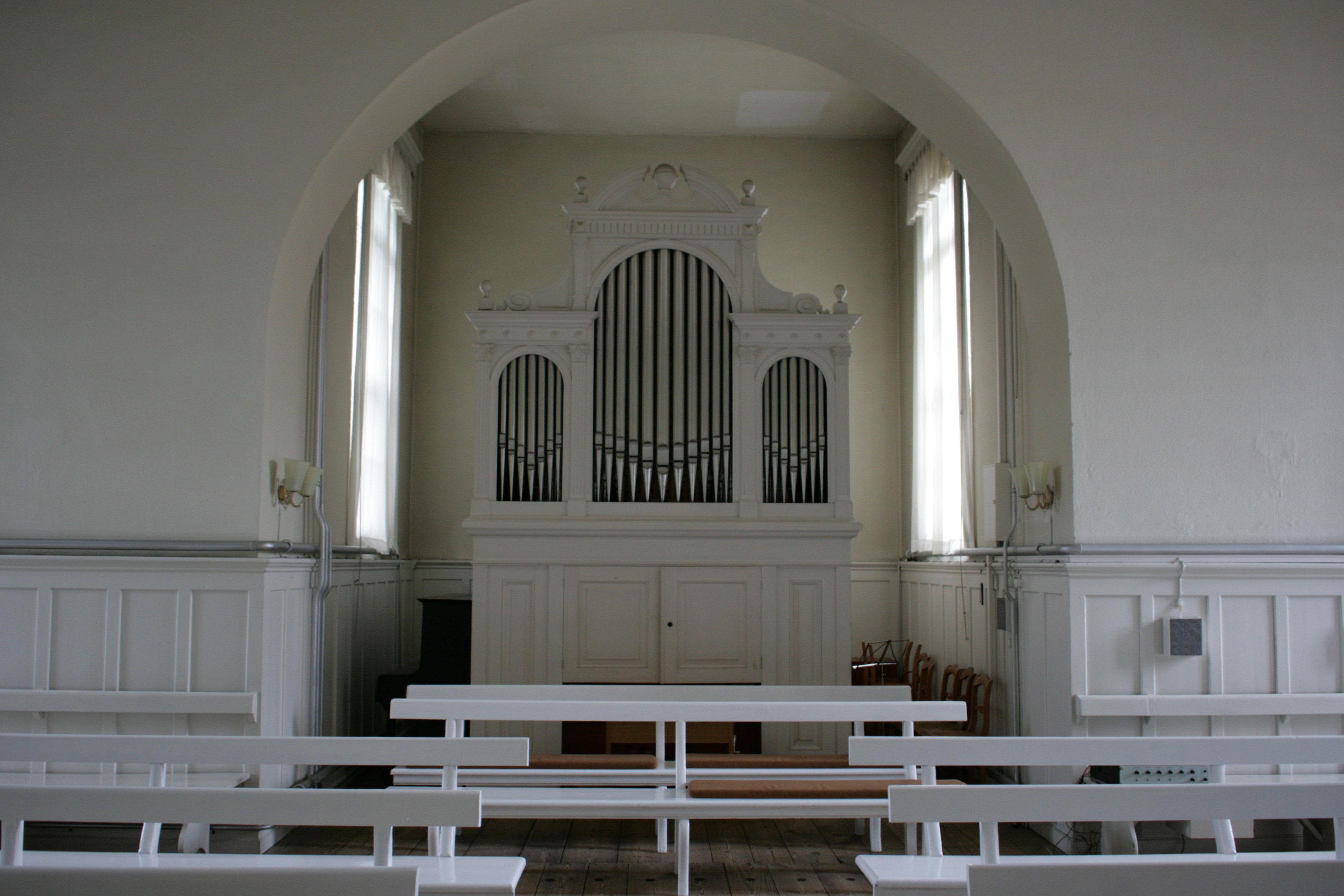
Orgel der Firma Eule
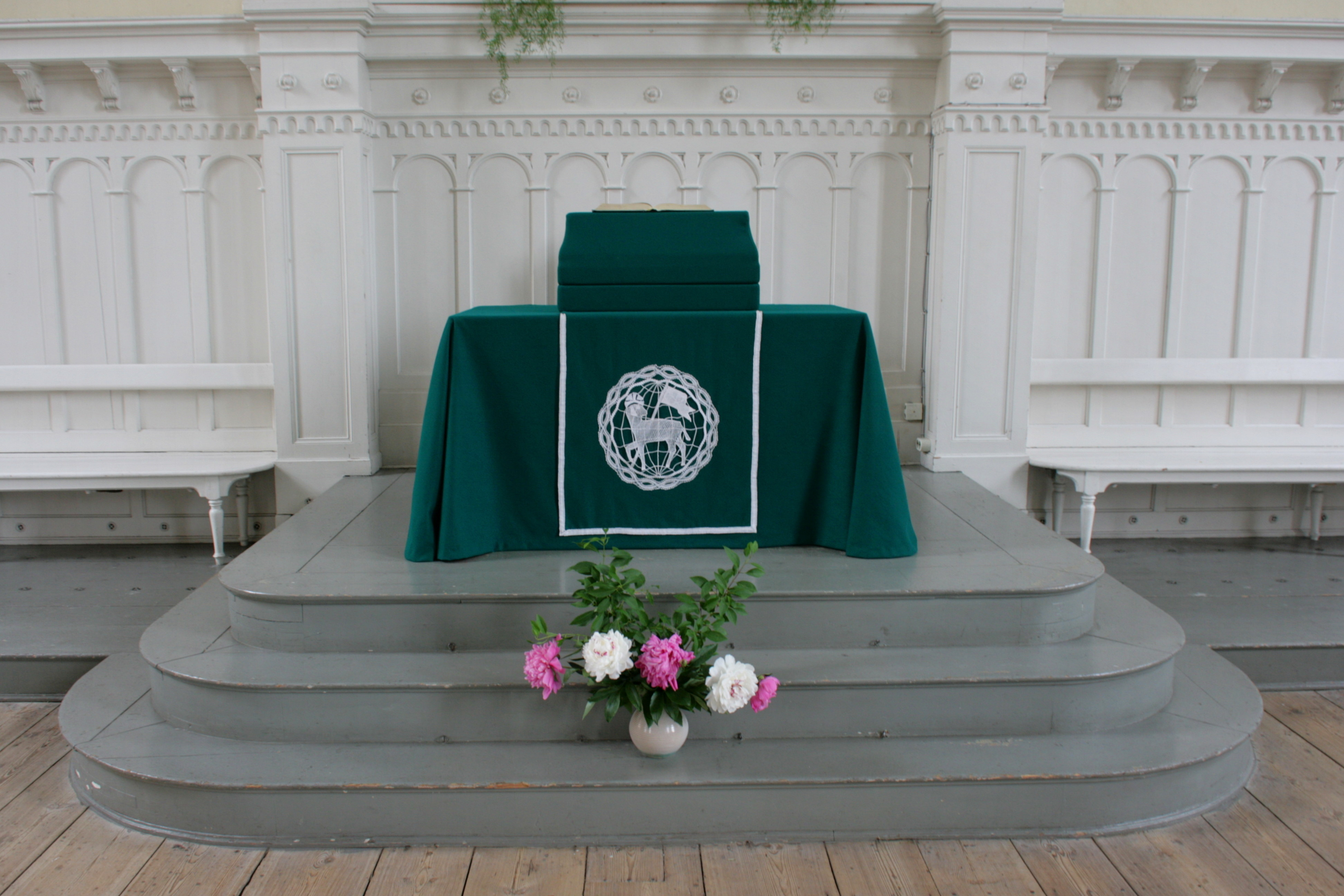
Liturgietisch